# Du côté de l'enfer
Pour plus de détails, voir Fiche technique et Distribution.
Du côté de l'enfer, également connu sous le titre La Grande Bretèche est un téléfilm dramatique français, réalisé par Claude Barma en 1960.

## Synopsis
Un soir, en rentrant chez lui, un mari jaloux entend la porte du cabinet de sa chambre. Son épouse lui jure qu’il n’y avait personne, et se refuse à lui ouvrir la pièce donnant sur la cuve à mazout. Mais, après avoir fait murer son entrée avec l'aide d'un de ses ouvriers, il se fait livrer du fioul pour entrer dans le cabinet.

## Fiche technique
Source : IMDb, sauf mention contraire
- Réalisateur : Claude Barma
- Scénariste : Claude Barma et Jacques Armand, d'après La Grande Bretèche d'Honoré de Balzac
- Producteur : Claude Barma
- Musique du film : Henri Crolla
- Photographie : André Bac et Jacques Lemare
- Société de production : ORTF
- Pays d'origine : France
- Genre : Film dramatique
- Durée : 90 minutes

## Distribution
- Jean-Marc Bory : Marc
- Françoise Christophe : Christine
- Mireille Darc : Jane
- Pierre Mirat : Robert
- César Torres : Miguel
- André Versini : Roger